# Sebastian Vadakel
Sebastian Vadakel (ur. 7 października 1952 w Vilakumadam) – indyjski duchowny syromalabarski, od 1998 biskup Ujjain.